# Rondibilis yunnana
Rondibilis yunnana là một loài bọ cánh cứng trong họ Cerambycidae.